# Pelomys fallax
Pelomys fallax — вид гризунів родини мишевих (Muridae). Зустрічається в Анголі, Бурунді, Демократичній Республіці Конго, Кенії, Малаві, Мозамбіку, Намібії, Руанді, Танзанії, Уганді, Замбії та Зімбабве. Його природне середовище існування — вологі савани та пасовища.